# 謝麗爾·林恩
謝麗爾·林恩（1957年3月11日—），美國女歌手。出生名為琳達·謝麗爾·林恩（Lynda Cheryl Lynn）。
1970年代末期到1980年代中期這段期間，發行過許多最著名的歌曲，包含1978年發行的迪斯科、節奏藍調歌曲《Got to Be Real》。
她從小參加教會合唱開始自己的歌唱生涯。1976年進入美國流行歌壇，當時她在獲得國家巡回演唱會的邀請下擔任音樂劇《The Wiz》的歌手。

## 職業生涯

### 1976～1985：哥倫比亞唱片（Columbia Records）時期
謝麗爾·林恩早年於綜藝節目《The Gong Show》亮相之後，因大西洋唱片公司總監艾哈邁德·艾特根無法親自跟謝麗爾初次見面，結果她選擇了與哥倫比亞唱片公司簽約。1978年，發行謝麗爾她歌手生涯的第一首也是她最著名的代表歌曲《Got to Be Real》，由謝麗爾和鍵盤手大衛·福斯特（托托合唱團）2人一起創作。並在告示牌百強單曲榜得到唱片排行榜第12名、及熱門藍調&嘻哈排行榜第1名的成績。
該單曲的成功，讓她推出了由本人命名、跟自己名字同名的首張個人專輯，企劃製作由Paich負責。專輯發行之後，銷量超過一百萬張，並在告示牌雜誌得到熱門藍調&嘻哈專輯榜上第5名，及告示牌二百大專輯排行榜第2名。
1979年，謝麗爾的第2張單曲《Star Love》亮相，由茱蒂·魏德和約翰·霍曼填詞，並成功成為最暢銷的單曲。讓填詞人魏德與霍曼與一起為她的第2張專輯《In Love》加入了創作的力量。
1980年，第3首單曲《I've Got Faith in You》在熱門藍調&嘻哈排行榜受到適度的評擊。之後單曲《Keep It Hot》成為一首熱門歌曲。在此期間，托托合唱團的成員正在製作他們的首張專輯。製作期間，托托合唱團要求謝麗爾幫他們的單曲《Georgy Porgy》提供女性和聲的錄製。之後《Georgy Porgy》在告示牌的流行音樂排行榜得到第48名。多年來，雖然托托合唱團之後持續發表了幾十首流行歌曲和搖滾歌曲，但是是謝麗爾的和聲讓托托合唱團歌曲在告示牌的排行榜而受到讚譽，他們唯一的熱門藍調&嘻哈（第18名）和舞曲（第80名）在告示牌排行榜上名列前茅。
1981年，小雷派克受邀為謝麗爾量身訂做她的新單曲《In The Night》。而《Shake It Up Tonight》主要結合了舞曲和節奏藍調之特色。次年1982年，路德·范德魯斯也被要求幫謝麗爾製作她的另一張單曲《Instant Love》。並在同年推出跟她2人一起進行男女對唱的單曲《If This World Were Mine》，此外該單曲是已成為經典之作、由馬文·蓋伊和塔米·泰瑞爾2人男女對唱的翻唱版本。
1983年，謝麗爾的第5張專輯《Preppie》亮相，該專輯收錄的曲目之企劃製作大多由她Lynn負責，但是除了由明尼阿波利斯出身的放克音樂雙人組吉米·吉姆與特里·李維斯填詞和企劃製作的第1曲目「Encore」之外。

### 原聲配樂
謝麗爾·林恩除了持續推出自身單曲和專輯之外，她也曾經為劇情片錄製的電影配樂，包括邁克爾博爾頓邁克爾·波頓的一首歌曲「At Last You're Mine」，1985年電影《夢幻身材》中的「Steppin' Into The Night」及1986年劇情片《霹靂保鏢》。這首歌曲以及電影配樂的企劃製作完全由莫里斯·懷特負責。

### 1987～1998：《Whatever It Takes》、《Good Time and The Real Thing》時期
1989年，謝麗爾在她推出的第8張專輯《Whatever It Takes》中收錄了前十首單曲「Every Every I Try To Say Goodbye」。
進入1990年代之後，謝麗爾並沒有繼續跟其它公司簽約合作。而是主要為理查·馬克斯的專輯《Rush Street》和《Paid Vacation》，以及路德·范德魯斯的專輯《Your Secret Love》進行會議的工作。
但在1995年，推出了謝麗爾睽違6年最新的（通算第9張）錄製專輯《Good Time》。由謝麗爾的團隊與製作人/填詞人泰迪·雷麗（新傑克搖擺音樂樂團Guy成員）合作。同年推出了最受夜總會喜愛使用作為特色的單曲《Guarantee for My Heart》，並進軍日本、英國的音樂市場，終於美國。
1996年，由Sony Records/Legacy推出了跟謝麗爾出道單曲同名的精選專輯《Got to Be Real》，其中收錄的歌曲包含了謝麗爾在哥倫比亞唱片時期多年來最成功的暢銷歌曲。不久之後更推出另一張名為《The Real Thing》的彙整CD，包括謝麗爾前六張專輯的其他錄音。
1998年，謝麗爾在喜劇演員辛巴德主持、由HBO製播《Summer Soul Jam 4》的節目中演出。

## 近年
2000年代以降，謝麗爾持續在美國的各州和海外國家日本舉辦巡迴演唱，並在她的家鄉洛杉磯舉辦的慈善活動中進行獻唱。
2000年，她與嘻哈音樂家J Supreme合作，演奏了他的單曲《Your Love（Encore）》，這也自她1984年歌曲《Encore》以來再次演奏。並在美國廣播公司節目《The Disco Ball...A 30-Year Celebration》上演出，2003年1月播出。
2004年，謝麗爾錄製了歌曲《Sweet Kind of Life》，這首歌也是由放克組合吉米與李維斯填詞和企劃製作，並作為動畫電影《鯊魚黑幫》的背景配樂使用。
2005年9月19日，謝麗爾的歌曲《Be be Be Real》列入舞曲名人堂。
2006年5月23日，Collectables Record Label重新發行了謝麗爾在1981年推出的專輯《In The Night》和1982年的專輯《Instant Love》，並採用雙CD包裝的形式。而這也是以雙CD包裝的形式第一次在美國發行，表示謝麗爾·林恩是位至今對後進歌手有著深遠影響的節奏藍調歌手。包含瑪麗·布萊姬和威爾·史密斯等人曾經在公開場合介紹了謝麗爾的歌曲（包括《Got to Be Real》）及動畫電影《鯊魚黑幫》的背景配樂。及日本流行音樂歌手倖田來未在2010年7月推出了Got to Be Real的翻唱版本單曲《Gossip Candy》。
2010年4月11日，謝麗爾的代表歌曲《Got to Be Real》以第70名的排名第一次登上英國的排行榜。

## 音樂作品

### 錄音室專輯
| 1978                                   | Cheryl Lynn - 唱片公司：哥倫比亞唱片         | 23  | 5  | 22 | - RIAA：Gold |
| 1979                                   | In Love - 唱片公司：哥倫比亞唱片             | 167 | 47 | —  |              |
| 1981                                   | In The Night - 唱片公司：哥倫比亞唱片        | 104 | 14 | —  |              |
| 1982                                   | Instant Love - 唱片公司：哥倫比亞唱片        | 133 | 7  | —  |              |
| 1983                                   | Preppie - 唱片公司：哥倫比亞唱片             | 161 | 8  | —  |              |
| 1985                                   | It's Gonna Be Right - 唱片公司：哥倫比亞唱片 | —   | 56 | —  |              |
| 1987                                   | Start Over - 唱片公司：Manhattan             | —   | 55 | —  |              |
| 1989                                   | Whatever It Takes - 唱片公司：維京唱片       | —   | 42 | —  |              |
| 1995                                   | Good Time - 唱片公司：avex trax              | —   | —  | —  |              |
| "—" 記號表示說明圈外或者沒有明細記錄。 |                                              |     |    |    |              |

### 合輯
- Got to Be Real：The Best of Cheryl Lynn（1996年，Legacy（英语：Legacy Recordings）、Columbia發行)

### 單曲
| 1978                                   | "Got to Be Real"                                      | 12  | 1  | 11 | 16 | 70 | Cheryl Lynn         |
| 1979                                   | "Star Love"                                           | 62  | 16 | 11 | 63 | —  | Cheryl Lynn         |
| 1980                                   | "I've Got Faith in You"                               | —   | 41 | 12 | —  | —  | In Love             |
| 1980                                   | "Keep It Hot"                                         | —   | —  | 12 | —  | —  | In Love             |
| 1981                                   | "Shake It Up Tonight"                                 | 70  | 5  | 5  | —  | —  | In the Night        |
| 1981                                   | "In the Night"                                        | —   | 79 | —  | —  | —  | In the Night        |
| 1982                                   | "Instant Love"                                        | 105 | 16 | —  | —  | —  | Instant Love        |
| 1982                                   | "If This World Were Mine" （和路德·范德魯斯共同主唱） | 101 | 4  | —  | —  | —  | Instant Love        |
| 1983                                   | "Look Before You Leap"                                | —   | 77 | —  | —  | —  | Preppie             |
| 1983                                   | "Preppie"                                             | —   | 85 | —  | —  | —  | Preppie             |
| 1983                                   | "Encore"                                              | 69  | 1  | 6  | —  | 68 | Preppie             |
| 1984                                   | "This Time"                                           | —   | 49 | —  | —  | —  | Preppie             |
| 1985                                   | "At Last You're Mine"                                 | —   | 34 | —  | —  | —  | Heavenly Bodies     |
| 1985                                   | "Fidelity"                                            | —   | 25 | —  | —  | 97 | It's Gonna Be Right |
| 1985                                   | "Fade to Black"                                       | —   | 85 | —  | —  | —  | It's Gonna Be Right |
| 1987                                   | "New Dress"                                           | —   | 34 | —  | —  | —  | Start Over          |
| 1987                                   | "If You Were Mine"                                    | —   | 11 | 28 | —  | —  | Start Over          |
| 1989                                   | "Everytime I Try to Say Goodbye"                      | —   | 7  | —  | —  | —  | Whatever It Takes   |
| 1989                                   | "Whatever It Takes"                                   | —   | 26 | —  | —  | —  | Whatever It Takes   |
| 1995                                   | "Guarantee for My Heart"                              | —   | 28 | 14 | —  | —  | Good Time           |
| 1996                                   | "Good Time"                                           | —   | —  | —  | —  | 96 | Good Time           |
| "—" 記號表示說明圈外或者沒有明細記錄。 |                                                       |     |    |    |    |    |                     |

### 伴唱歌曲
| 年份 | 單曲           | 最高排名 | 最高排名 | 最高排名   | 專輯 |
| 年份 | 單曲           | 美國     | 美國 R&B | 美國 Dance | 專輯 |
| ---- | -------------- | -------- | -------- | ---------- | ---- |
| 1978 | "Georgy Porgy" | 48       | 18       | 80         | Toto |

聲樂類型：謝麗爾·林恩的聲音範圍為4.4倍。也能在海豚音中唱歌。並引用了歌手黛安娜·羅斯、佩蒂·拉貝爾及貝蒂·萊特作為在美國流行樂壇的影響力。

## 資料來源
1. veromi. "public profile for lynda cheryl smith" Archive.today的存檔，存档日期2014-03-10 （英文）, Veromi, Retrieved on March 10, 2013.
2. ↑  MTV - Cheryl Lynn （页面存档备份，存于） （英文）.
3. ↑  . IMDB.com.   [2019-02-15]. （原始内容存档于2019-12-09） （英语）.
4. ↑  "Got to Be Real UK singles chart history" （页面存档备份，存于） （英文）. chartstats.com. Retrieved 2011-29-5.
5. ↑  . chartstats.com.   [2009-12-12]. （原始内容存档于2011-08-09） （日语）.
6. 1 2 3 4 5 6  . Allmusic.   [2016-04-07]. （原始内容存档于2015-09-09） （英语）.
7. 1 2  . CAN.   [2016-04-07] （英语）.
8. ↑  . Recording Industry Association of America.   [2016-04-07]. （原始内容存档于2016-04-16） （英语）.
9. ↑  . Official Charts Company.   [2016-04-07]. （原始内容存档于2016-05-07） （英语）.

## 外部連結
- Cheryl Lynn at Soul Legends（页面存档备份，存于）官方網站 （英文）
- Cheryl Lynn（页面存档备份，存于）在Myspace的官方網站 （英文）
- Cheryl Lynn（页面存档备份，存于） （英文）－網路電影資料庫